# Amapalea brasiliana
Genre
Espèce
Amapalea brasiliana, unique représentant du genre Amapalea, est une espèce d'araignées aranéomorphes de la famille des Trechaleidae.

## Distribution
Cette espèce est endémique d'Amapá au Brésil,.

## Étymologie
Son nom d'espèce lui a été donné en référence au lieu de sa découverte, le Brésil.

## Publication originale
- Silva & Lise, 2006 : Description of two new spider genera of Trechaleidae (Araneae: Lycosoidea) from northern Brazil. Zootaxa, no 1275, p. 61-68.